# Роман Березовски
Роман Березовски (на арменски: Ռոման Անատոլիի Բերեզովսկի) е бивш арменски футболист, вратар. Известен като състезател на руските Зенит (Санкт Петербург), Торпедо (Москва) и Динамо (Москва), за които пази дълги години. Березовски е вторият чужденец с най-много мачове в руската Премиер лига с 307 двубоя, като само литовецът Дейвидас Шемберас има повече. Има 94 мача за арменския национален отбор. От 2015 г. Березовски е треньор на вратарите в Динамо (Москва).

## Клубна кариера
Започва кариерата си в тима на Кошкагорц във Втора лига на СССР. Само на 16 години Роман става титулярен вратар на тима. След разпада на Съюза отборът се преименува на Шенгавит. През лятото на 1992 г. преминава в Сюник. Поради слабата защита в тима вратарят допуска 30 гола в 13 мача. В края на годината емигрира в Русия, поради икономическата криза в Армения.
Почти година Березовски играе само в аматьорски тимове в Санкт Петербург. По време на шампионата на града е забелязан от Космос-Кировец, играещ в Трета лига. През 1994 г. по инициатива на треньора Вячеслав Мелников подписва със Зенит (Санкт Петербург). След като треньор на питерци става Павел Садирин, Березовски е даден под наем на Сатурн 1991, където играе половин година. През втория полусезон на 1995 г. записва 4 мача за Зенит.
През сезон 1996 се утвърждава като титулярен вратар на Зенит. През ноември същата година обаче допуска фатални грешки при загубата от Спартак Москва с 1:2, която прави „червено-белите“ шампиони. Остават съмнения, че този двубой е бил договорен. Въпреки острите критики към Березовски, той получава подкрепата на треньорския щаб и ръководството. През 1997 г. става вратар на сезона в анкетата на Спорт Експрес. През 1999 г. печели Купата на Русия в тима на „питерци“.
През 2000 г. е избран за капитан на Зенит. Скоро обаче Роман губи титулярното си място от юношата Вячеслав Малафеев. През лятото на 2000 г. интерес към него има френския Сент Етиен. Клубът плаща на Зенит 1,8 млн. евро за вратаря. Трансферът обаче се проваля, след като арменецът не успява да договори личните си условия.
През 2001 г. подписва договор с Торпедо (Москва). Поради честите грешки обаче вратарят губи доверието на треньора Виталий Шевченко. На следващата година преминава в Динамо (Москва), където играе 3 сезона.
През 2006 г. е тренсфериран във ФК Химки, с който печели Първа дивизия.

## Национален отбор
Има 94 мача за националния отбор на Армения, като е вратарят с най-много мачове за представителния тим.